# Der Schrei des Shi-Kai
Der Schrei des Shi-Kai ist ein Kinderfilm des Sender Freies Berlin aus dem Jahr 1984, der Gewalt in der Erziehung thematisiert. Er basiert auf der Erzählung Geht's uns was an? von Volker W. Degener von 1981.

## Handlung
Der etwa zwölfjährige Markus findet in dem Hochhaus, in das er gerade mit seinen Eltern gezogen ist, einen Stock tiefer einen Freund, den etwa gleichaltrigen Bertram. Während Markus sich gegenüber seinen Eltern relativ viel erlauben kann, wird Bertram sehr streng erzogen. Wenn die beiden bei Bertram spielen, stellt er einen Wecker, damit er Markus rechtzeitig nach Hause schicken kann: Die Eltern dürfen nicht wissen, dass er mit einem Freund gespielt hat, anstatt für die Schule zu arbeiten.
In der Tiefgarage hat Bertram eine Schatzkiste versteckt, die er Markus zeigt. Er behauptet, die darin enthaltenen Spielsachen von Verwandten geschenkt bekommen oder gefunden zu haben. Später stellt sich jedoch heraus, dass er sie alle in Kaufhäusern gestohlen hat.
Bei einem Besuch bei Markus verschüttet Bertram versehentlich Brause auf seine Hose und den Teppich. Er hat Angst, Ärger zu bekommen, und ist verwundert, dass Markus’ Mutter nicht mit ihm schimpft. Er lehnt es ab, sich von ihr die Hose trockenbügeln zu lassen, und als Markus ihm dann doch aus Spaß die Hose runterzieht, entdeckt er rote Striemen an Bertrams Beinen. Bertram rennt wütend weg und erfindet später eine Ausrede für die Striemen.
Bei einem weiteren Spielnachmittag in Bertrams Wohnung verstellt Markus den Wecker, um länger dableiben zu können, worauf Bertrams Eltern die Jungs in dem in Unordnung gebrachten Wohnzimmer antreffen. Markus wird nach Hause geschickt, und im Treppenhaus hört er Bertrams Schreie sowie die Schimpfreden und Schläge seines Vaters. Er erzählt es seinen Eltern, die Schläge zwar ablehnen, sich aber in die Erziehung anderer Eltern nicht einmischen wollen.
Markus weiht den Kioskbesitzer Timpen ein, der für ihn zu einer Art väterlichem Freund geworden ist. Die Diebstähle hält Timpen für eine Art Hilferuf. Durch Aushänge im Treppenhaus und über die Presse will er auf das Problem der Kindesmisshandlung aufmerksam machen. Markus will aber nicht, dass seine Eltern oder Timpen das Jugendamt informieren, weil Bertram auf keinen Fall in ein Heim kommen will.
Bertram überspielt und verdrängt seine Probleme zu Hause. Doch dann ringen sich Markus’ Eltern doch dazu durch, das Jugendamt zu benachrichtigen, und Bertrams Eltern wird das Sorgerecht entzogen. Als Bertram erfährt, dass er in ein Heim kommen soll, rennt er aus der Wohnung. Doch Markus ahnt, wo er sich versteckt haben könnte, und findet ihn in einem alten, nicht mehr fahrtüchtigen Auto in der Tiefgarage, in dem die beiden zuvor gespielt haben. Er überzeugt seine Eltern, sich als Pflegeeltern für Bertram zu bewerben, damit die beiden zusammen bleiben können, und mit dieser guten Nachricht überredet er Bertram, aus dem Auto wieder mit nach oben zu kommen.

## Titel
Der Titel des Films bezieht sich auf ein Rollenspiel der beiden Jungen: Sie spielen die Rollen der beiden Kung-Fu-Kämpfer Shi-Kai (Bertram) und Momo (Markus), die Bertram aus Comicheften kennt. Auch im Alltag reden sie sich oft mit diesen Namen an, die zu einem Zeichen ihrer Freundschaft werden.

## Produktion
Der Film wurde vom Sender Freies Berlin produziert und  am 3. Oktober 1984 in der Kinder- und Jugendfilmreihe Denkste!? zum ersten Mal ausgestrahlt.